# Lavaveix-les-Mines
Lavaveix-les-Mines – miejscowość i gmina we Francji, w regionie Nowa Akwitania, w departamencie Creuse.
Według danych na rok 1990 gminę zamieszkiwały 964 osoby, a gęstość zaludnienia wynosiła 205 osób/km² (wśród 747 gmin Limousin Lavaveix-les-Mines plasuje się na 134. miejscu pod względem liczby ludności, natomiast pod względem powierzchni na miejscu 649.).